# Phyllanthus berteroanus
Phyllanthus berteroanus är en emblikaväxtart som beskrevs av Johannes Müller Argoviensis. Phyllanthus berteroanus ingår i släktet Phyllanthus och familjen emblikaväxter. Inga underarter finns listade i Catalogue of Life.